# Гуадіська діоцезія
Гуаді́ська діоце́зія (лат. Dioecesis Guadicensis; Diócesis de Guadix) — діоцезія римського обряду Католицької церкви в Іспанії, з центром у місті Гуадіс.  Входить до складу Гранадської церковної провінції. Суфраганна діоцезія Гранадської архідіоцезії. Заснована 200 року. Голова — єпископ Гуадіський. Центральний храм — Гуадіський собор.  Площа — 5577 км². Населення — 109,254 ос.; з них католики — 107,000 ос. (97.9%). Чинний голова — Гінес Рамон Гарсія Бельтран, єпископ Гуадіський.

## Єпископи
- Гінес Рамон Гарсія Бельтран

## Статистика
Згідно з «Annuario Pontificio» і Catholic-Hierarchy.org:
| Рік  | Населення | Населення | Населення | Священики | Священики | Священики | Священики           | Диякони | Ченці    | Ченці | Парафії |
| Рік  | католики  | загалом   | %         | загалом   | секулярні | ченці     | вірних на священика | Диякони | чоловіки | жінки | Парафії |
| ---- | --------- | --------- | --------- | --------- | --------- | --------- | ------------------- | ------- | -------- | ----- | ------- |
| 1950 | 180.000   | 180.000   | 100,0     | 73        | 69        | 4         | 2.465               |         | 4        | 132   | 74      |
| 1970 | 164.985   | 164.985   | 100,0     | 97        | 96        | 1         | 1.700               |         | 4        | 192   | 107     |
| 1980 | 140.000   | 145.000   | 96,6      | 82        | 75        | 7         | 1.707               |         | 10       | 187   | 107     |
| 1990 | 132.500   | 136.500   | 97,1      | 77        | 74        | 3         | 1.720               |         | 6        | 178   | 107     |
| 1999 | 112.789   | 114.789   | 98,3      | 75        | 70        | 5         | 1.503               |         | 13       | 160   | 108     |
| 2000 | 110.489   | 112.489   | 98,2      | 71        | 68        | 3         | 1.556               |         | 11       | 152   | 74      |
| 2001 | 110.489   | 112.489   | 98,2      | 72        | 69        | 3         | 1.534               |         | 14       | 171   | 74      |
| 2002 | 110.489   | 112.489   | 98,2      | 73        | 69        | 4         | 1.513               |         | 14       | 167   | 74      |
| 2003 | 107.254   | 109.254   | 98,2      | 71        | 67        | 4         | 1.510               |         | 12       | 143   | 74      |
| 2004 | 107.254   | 109.254   | 98,2      | 75        | 71        | 4         | 1.430               |         | 12       | 142   | 74      |
| 2006 | 107.000   | 109.254   | 97,9      | 71        | 65        | 6         | 1.507               |         | 13       | 135   | 73      |
| 2013 | 109.000   | 111.200   | 98,0      | 59        | 55        | 4         | 1.847               |         | 10       | 115   | 74      |